# 高句丽古墓群
高句丽古墓群是位于朝鲜平壤和南浦的坟墓群，是联合国教科文组织评定的世界遗产。
墓群包括了约30座独立的朝鲜三国时期高句丽王国后期的坟墓，在2004年成为朝鲜的第一个世界遗产。
在中国和朝鲜发现的10,000多座高句丽古墓中，只有90座古墓绘有壁画。半数以上带有壁画的古墓位于该遗址，例如安岳3号坟。这些壁画以独特的方式反映了高句丽时期的日常生活。该墓葬群被认为是高句丽帝王，王室成员或贵族的墓地。

## 概要
高句丽在5世纪-7世纪的时候曾是中国东北和朝鲜半岛上一个强大的王国，该王国在大約前37年创建，後經一系列的擴張後領土大概覆盖了现今朝鲜北部、中国东北部，于427年迁都平壤。
朝鲜被列入世界文化遗产的高句丽墓葬群包括：
- 平壤东明王陵与真坡里古坟群
- 平壤湖南里四神冢
- 平安南道德花里1、2、3号坟
- 南浦江西三墓
- 南浦德兴里古坟
- 南浦药水里古坟
- 南浦水山里古坟
- 南浦龙冈大冢
- 南浦双楹冢
- 黄海南道安岳1号坟
- 黄海南道安岳2号坟
- 黄海南道安岳3号坟

## 登录基准
该世界遗产被认为满足世界遺產登錄基準中的以下基準而予以登錄：
- （i）表现人类创造力的经典之作。
- （ii）在某期间或某种文化圈里对建筑、技术、纪念性艺术、城镇规划、景观设计之发展有巨大影响，促进人类价值的交流。
- （iii）呈现有关现存或者已经消失的文化传统、文明的独特或稀有之证据。
- （iv）关于呈现人类历史重要阶段的建筑类型，或者建筑及技术的组合，或者景观上的卓越典范。